# Hubert Laštůvka
Hubert Laštůvka (21. října 1906 Karviná – 5. října 1975 Český Těšín) byl slezský národopisec a ekonom.

## Život
Narodil se v rodině zaměstnance Košicko-bohumínské dráhy, která měla havířské kořeny. Po středoškolských studiích začal v osmnácti letech pracovat jako účetní a pokladník v různých podnicích, později v peněžnictví. Zapojil se do odboje, ale již 3. září 1939 byl zatčen a uvězněn, později propuštěn. Po druhé světové válce se vrátil na Těšínsko, kde byl pověřen obnovou peněžnictví. Stál v čele místní spořitelny.

## Etnograf
Již před válkou se zapojil jako organizátor do rozvoje národního života. Byl iniciátorem přípravy a realizace Výstavy Těšínska 1955. O rok později se významně zasloužil o uspořádání festivalu Těšínské jaro. Po roce 1968 byl spoluorganizátorem národopisných slavností Slezské dny v Dolní Lomné.